# Lipie (gmina w województwie warszawskim)
Lipie – dawna gmina wiejska istniejąca do 1954 roku w woj. warszawskim. Siedzibą władz gminy było Lipie.
W okresie międzywojennym gmina Lipie należała do powiatu grójeckiego w woj. warszawskim. Po wojnie gmina zachowała przynależność administracyjną. Według stanu z dnia 1 lipca 1952 roku gmina składała się z 24 gromad.
Jednostka została zniesiona 29 września 1954 roku wraz z reformą wprowadzającą gromady w miejsce gmin. Po reaktywowaniu gmin z dniem 1 stycznia 1973 roku gminy Lipie nie przywrócono a jej dawny obszar wszedł w skład gminy Błędów.